# Бивона-Бернарди, Антонино
Антонино Бивона-Бернарди (итал. Antonino Bivona-Bernardi; 1778—1837) — итальянский ботаник, зоолог и миколог.

## Биография
Антонино Бернарди родился 24 октября 1778 года в городе Мессина на острове Сицилия в семье Андреа Бернарди и Маддалены Кьоччолы. Родители Бернарди умерли вскоре после рождения сына, и он был усыновлён бароном Антонино Бивоной.
Учился биологии у профессора Дж. Тинео в Ботаническом саду Палермо. Некоторое время Антонино жил в Неаполе, где познакомился с ботаниками М. Теноре и В. Петаньей. Затем он переехал в Павию, в Университете Павии посещал лекции физика и изобретателя Алессандро Вольты. В 1806 году он вернулся на Сицилию и привёз с собой некоторые изобретения Вольты, ранее не использовавшиеся на острове.э
Был женат на Катерине Пеллегрино. Изучал флору Сицилии, издал несколько публикаций, взяв за основу работы Дж. Тинео и П. Бокконе.
В 1807 году он некоторое время жил в Катании, затем вернулся в Палермо. В 1820 году Бивона-Бернарди был назначен инспектором лесов и водоёмов Сицилии. В пещере Маредольче Антонино обнаружил останки неопознанных млекопитающих времён верхнего палеолита. Во время эпидемии холеры 1837 года Бивона с семьёй переехал в город Поррацци.
7 июля 1837 года Антонино Бивона скончался.

## Некоторые научные работы
- Sicularum plantarum centuria prima, 1806
- Sicularum plantarum centuria segunda, 1807
- Monografia delle Tolpidi, 1809
- Stirpium rariorum minusque cognitarum in Sicilia sponte provenientium descriptiones nonnullis iconibus auctae, 1813—1819
- Scinana algarum marinarum novum genus, 1822

## Роды организмов, названные в честь А. Бивоны-Бернарди
- Bivonaea DC., 1821, nom. cons.
- Bivonella (Sacc.) Sacc., 1891 [syn.  Thyridium Nitschke, 1867]